# Прянишников, Иван Данилович
Прянишников Иван Данилович (1752 — не позднее 1814) — действительный статский советник, член Комиссии о составлении Свода законов, писатель, поэт и переводчик.

## Биография
Старший сын коллежского советника Д. Ю. Прянишникова, выслужившего дворянство и много лет служившего в ведомстве Придворной конюшенной конторы. Внук служившего в том же придворном ведомстве стряпчего конюха Ю. К. Прянишникова. В формуляре назвал себя сыном «польского советника», что, по принятой с 1680-х традиции российского дворянства, может означать всё, что угодно.
В 1763—1764 воспитывался в С.-Петербургской академической гимназии на «коште отца», где «обучен российской грамоте, также по-немецки и французски читать и писать и часть арифметики». По другим сведениям, образование получил благодаря графу Ф. Г. Орлову, как можно заключить из посвящения одного его перевода второго издания «печальной драмы» Рандона де Буассе «Человеколюбие, или Картина бедности» (в русском переводе переименованной в «мещанскую трагедию»), которую И. Д. Прянишников «подносил» одним «чувствительным людям».
Вступил в службу в 1765 году копиистом 3-го департамента Правительствующего Сената; он же отождествляется с Иваном Прянишниковым, в 1765—1766 годах служившим подканцеляристом в Берг-коллегии; в 1768 году, за отличие по службе и в пример другим канцелярским служащим Сената, через чин — сенатского подканцеляриста, за то, что «между порученными ему делами обучался немецкому и французскому языкам, получил в них хороший успех», произведен сенатским канцеляристом и определён к «переводческим делам»; в 1769 произведён в чин и должность сенатского переводчика — ранг титулярного советника, и перемещён в Герольдмейстерскую контору; в 1773 перемещён обратно в Сенат, на прежнюю должность; с 18 (29) августа 1775 произведён в чин коллежского асессора; в 1777 назначен на должность сенатского секретаря 2-го департамента Сената; с 29 декабря 1778 (9 января 1779) находился под следствием над сенатскими секретарями, по делу о беспорядках по дежурству в Сенате, которое в течение 1779 года, по поручению ген.-прокурора, действительного тайного советника князя А. А. Вяземского, производил экзекутор 1-го департамента Сената Г. Р. Державин. Одновременно со службой в Сенате, в 1772—1781 годах, до назначения на службу в Пермь, подряжался переводами сочинений французских просветителей, получая за свою работу гонорары. Жил в С.-Петербурге, вместе с матерью и младшим братом, в материнском благоприобретенном доме, в приходе церкви Всемилостивейшего Спаса на Конюшенном Её Величества Императорском дворе.
Из сенатских асессоров с 1 (12) марта 1781 пожалован в чин надворного советника и определён на службу в новооткрытое Пермское наместничество, с назначением на должность председателя Пермского верхнего земского суда. Его брат — поручик Василий Данилович Прянишников, был назначен асессором Пермской палаты гражданского суда. 18 (29) декабря 1781 года оба брата принимали участие в торжественном открытии Пермского наместничества. С 21 апреля (2 мая) 1785 пожалован в чин коллежского советника; с 4 (15) августа 1785 назначен председателем Пермской палаты гражданского суда; с 19 (30) декабря 1796 пожалован в чин статского советника.
После неоднократных конфликтов с пермским ген.-губернатором А. А. Волковым, по представлению ген.-губернатора Пермского и Тобольского, ген.-поручика Е. П. Кашкина и его сменившего ген.-поручика А. А. Волкова, и по решению Сената, высочайшим указом от 30 июня (11 июля) 1799 отрешен от должности,  и с 12 (23) августа 1799 предан суду Пермской уголовной палаты, по обвинению в злоупотреблениях по службе — махинациях при покупке башкирских земель. Несмотря на подтверждение всех предъявленных обвинений, тем же ген.-губернатором Пермским и Тобольским, ген.-поручиком А. А. Волковым, был отлично аттестован по службе, и именным указом Е.И.В. от 18 (30) марта 1801, «за неосмотрительные действия и распоряжения» прощён, с освобождением от суда и предписанием определить его вновь на службу.
Именным указом Е. И. В. от 5 (17) июня 1801, в прежнем чине назначен членом Комиссии о составлении Свода законов, где служил вместе с вернувшимся из сибирской ссылки А. Н. Радищевым; с 21 февраля (5 марта) 1803 пожалован действительным статским советником; с 8 (20) августа 1803 уволен, по прошению, в отставку, в том же чине.
Владел купленными деревнями в Камышловском и Оханском уездах Пермского н-ва и губернии, которые продал в 1803 году. Занимался винными откупами в соседнем Осинском уезде, той же губернии. За казённую недоимку по винным откупам Пермский уездный суд вынес определение от 8 (19) октября 1798, о продаже с публичного торга заложенного под винный откуп принадлежавшего ему в г. Перми, по ул. Екатерининской, каменного дома за № 638, который был «покрыт железом, внутри оного комнат чистых — 15, кладовых — 4, белых сеней — 2, над теми же покоями антресоли, в которых чистых комнат — 7, кладовых — 2, и весь оной дом, как с наружи, так и внутри, лучшей штукатуркой общекатурен, и во всех покоях двери и окончены выделаны столярной работой, под теми же покоями 4 каменных подвала, при том доме службы — каретник и конюшня каменные ж, покрытые железом… места ж под всем оным строением, огородом и садом, квадратных 1050 сажень, оцененный Пермским городовым магистратом в 12 250 руб.»; торги были назначены на 1 (12) февраля 1799, с последующей переторжкой. Один из лучших пермских домов, в конечном итоге, в 1817 был продан с аукциона и впоследствии в нём жил пермский губернатор.
Во время службы сенатским чиновником и на поприще литературной деятельности ещё в 1770-х познакомился с сенатским протоколистом А. Н. Радищевым, с которым встречался и во время пермской службы. Впоследствии возобновил отношения с ним и с графом Ф. Г. Орловым, который в 1794, обращаясь с письмом к Екатерине II, называет И. Д. Прянишникова «своим воспитанником», и рекомендует его по службе. Он же — Прянишников, выдал гр. Ф. Г. Орлову доверенность от 17 (28) мая 1795, на покупку села или деревни «от двух до трехсот душ, и, за оные заплатив деньги, от продавцов купчую на имя мое на законном основании совершить, в крепостной книге вместо меня расписаться и оную доставить мне», что свидетельствует о близких и доверительных отношениях с графом.
После отставки купил недвижимое имение, состоящее Московской губернии, Подольского уезда, в с. Владимирово (Слащёво тож), где поселился и занялся изучением отечественной истории, собрав обширную библиотеку. Кроме Радищева, состоял в близком знакомстве с И. И. Панаевым и И. У. Вансловым, принимавших участие в деятельности «Собрания, старающегося о переводе иностранных книг», учреждённого Екатериной II. Кроме нескольких переводов и оригинальных собственных сочинений, которые известны с начала 1770-х, Прянишников был автором сочинения «О переменах, бывших в образе правлений и в уголовных узаконениях» (неоконченная рукопись) и «Особых мнений» по вопросам законодательства, составленных в период совместной службы с А. Н. Радищевым в Комиссии о составлении Свода законов.
Умер не ранее 1812 и не позднее 1814 года. Место погребения не известно.

## Cемья
Дед — Прянишников Юрий Карпович (?—ок. 1738/39), гвардии капрал, пристав Посольского приказа, стряпчий конюх московской придворной конюшенной конторы. Возможно он (с именем Гурий), или его брат Гурий Карпов Прянишников, 30 октября (9 ноября) 1699 упоминается в должности и чине стряпчего конюха, когда показан курьером при переговорах боярина Ф. А. Головина и шведского посольства, из с. Тайнинского доставившим головинский приказ дьякам Посольского приказа о подготовке посольских отпускных грамот. С началом Северной войны из придворных стряпчих конюхов записан в солдаты л.-гвардии Преображенского полка. Осенью 1702 царь Пётр I повелел построить в Москве, на Красной площади, «комедийную театральную хромину», т. е. здание публичного театра. Для охраны «театральной хромины» указом от 21 марта (1 апреля) 1703 назначался караул из 4-х гвардейских солдат, прикомандированных в ведение Посольского приказа. Первый театральный сезон открывался с 15 (26) мая 1704 и при этом царь повелел, чтобы «в комедии с смотрящих всяких чинов людей собирать по указанным статьям деньги», т. е. представления были платными для зрителей, сбор с которых шёл в казну на содержание театра и на оплату нанимавшихся за границей артистов. Для охраны от грабителей как самих представлений и здания театра, так и собранных со зрителей денег, были назначены приставы («сторожа»). Преображенского лейб-гвардии полка солдат Ю. К. Прянишников и ещё три его сослуживца с 15 (26) мая 1704, по царскому указу, откомандировывались в приставы «у комедии» для «своевольных людей и для охранения у збору денег во время действия комедей». Жалование за их службу назначалось из театрального сбора, о чём 14 (25) июня 1704 было сделано соответствующее распоряжение Посольского приказа, в ведении которого находилось исполнение царского указа. Впоследствии показан гвардии капралом, а после закрытия театра — в прежнем чине и в прежней должности стряпчего (1719) и задворного (1738) конюха Московского конюшенного двора; одновременно правил должность смотрителя Седельной казны. Московский домовладелец: за ним в 1719—1738 двор на «данной белой конюшенной земле», в приходе церкви Крестовоздвиженской, Хамовнической слободы, близ Девичьего поля. От брака с N оставил сына Даниила, назначенного на место отца и служившего в должности стряпчего конюха и седельным надзирателем — т. е. смотрителем Седельной казны, в ведомстве Придворной конюшенной конторы. Он наследовал отцовский двор в Москве, выслужил дворянство и вышел в отставку в чине коллежского советника, став родоначальником московско-владимирского дворянского рода Прянишниковых.
Отец — Даниил Юрьевич Прянишников  (1689 или 1699—17.05.1769, С.-Петербург), службу начал солдатом московской конторы Камор-коллегии. В 1738 из солдат того ведомства назначен на место отца — придворным стряпчим (стремянным) конюхом (ведал смотрением, уходом и обучением лошадей) и седельным надзирателем, т. е. смотрителем Седельной казны — учреждения ведомства Придворной конюшенной конторы, ведавшего имуществом императорского двора, необходимым для содержания, лечения («ремонтирования»), обучения и выездки лошадей, включая пороха, патроны и гранаты для «обстреливания» лошадей, чтобы они не пугались охоты и военных действий. Служил на Московском, а с 1740—1741 года и до отставки — на С.-Петербургском конюшенном дворе. Придворной конюшенной конторы (канцелярии) секунд-майор и премьер-майор в 1752—1762 гг. В его подчинении находилась придворная конюшенная команда (семь служителей: стряпчие конюхи, коновалы, при них подмастерья — коновальные ученики и подковщики) и в его смотрении 594 лошади (1754—1761). В марте 1762 того же ведомства пожалован чином подполковника, с оставлением при Конюшенном дворце Её Величества. В 1764 уволен от службы, с пожалованием в чин коллежского советника. Помещик. Московский домовладелец: за ним в 1756, по наследству, отцовский двор в 12-й дистанции Москвы, за Земляным городом, в Хамовнической слободе, в приходе церкви Крестовоздвиженской, по улице Саввинской. Жена — Анастасия (Настасья) Васильевна (1729/31—03.04.1797, Пермь). Овдовев, с сыновьями: Иваном и Василием, — проживала в собственном благоприобретенном доме С.-Петербурга, в приходе церкви Всемилостивейшего Спаса на Конюшенном Её Величества Императорском дворе. Затем переехала в Пермь к сыновьям, в 1781 году получившим назначения в новообразованное Пермское наместничество.
В период сенатской службы в С.-Петербурге, не позднее 1774 года И. Д. Прянишников женился на некой француженке, в российском подданстве — Марии Ивановне (?—1829), впоследствии московской домовладелице: в 1818—1829 годах за ней двор под № 586, в 4-м квартале Серпуховской части, на ул. Донской. После Великой французской революции, согласно указу Екатерины II от 8 (19) февраля 1793 года, М. И. Прянишникова, в числе других французских подданных, отреклась «присягою правил безбожных и возмутительных, в земле их ныне исповедуемых», т. е. от поддержки идей Французской республики.
Их дети:
- Аполлинарий (17.07/09.1788, Пермь—07.05.1844, Москва) — воспитанник Пажеского корпуса. Из маркшейдеров IX класса, в должности советника Соляного отделения Пермской казённой палаты, с 09.02.1824 произведён в обер-гиттенфервалтеры VIII класса, с оставлением в должности; кавалер орд. Св. Анны 3-й ст. (13.01.1825); управляющий Старорусским соляным правлением с 20.02.1831 по 29.11.1840; коллежский советник (28.09.1838); кавалер орд. Св. Владимира 4-й ст., за 35-летнюю беспорочную в чинах службу (06.11.1840); бронницкий и подольский помещик; с 10.11.1815 был женат на девице Анастасии Моисеевне Паскевич (13.11.1798— 08.05.1848), одной из четырёх дочерей статского советника Моисея Ивановича Паскевича (1760—21.04.1814), директора 4-й экспедиции Государственного заемного банка, внучке камер-фурьерши VI класса Анастасии Семеновны Гебель. В браке потомства не имел.
- Олимпий (02.10.1789, Пермь—20.10.1842, Мариенбаден) — воспитанник Пажеского корпуса. Ген.-лейтенант (06.12.1840), адъютант главнокомандующего действующей армией, ген.-фельдмаршала, светлейшего кн. Варшавского графа И.Ф. Паскевич-Эриванского (20.12.1831); меленковский помещик; с 03.06.1842 уволен в 4-х месячный отпуск к мариенбаденским минеральным водам для излечения болезни, где и умер холостым.
- Фёдор (02.02.1793, Пермь—28.04.1867, С.-Петербург) — действительный тайный советник, член Государственного совета, главноначальствующий над Почтовым департаментом и член Комитета министров.
- Иван (28.02.1798, Пермь—01.1829, о. Ладожское) — отставной губернский секретарь. В июне 1827 сослан в Валаамский монастырь, откуда бежал 31 декабря 1828 (12 января 1829); тело его найдено весной 1829 на о. Ладожском, под г. Сердоболем, где и было погребено.
- София Походяшина (ок. 1774, С.-Петербург—07.05.1811, с. Перемское, Пермской губ.) — с 21 февраля (4 марта) 1804 была замужем[10] за младшим членом Пермского горного начальства, бергмейстером VIII класса[11] Семёном Михайловичем Походяшиным (1767—после 05.12.1832); впоследствии обер-берг-гауптман V класса (3.04.1828), старший советник (директор) 1-го департамента Уральского горного правления — с 1 января 1815 по 1 января 1833 года[12]. Их дочери: девица Вера (25.02.1807—05.01.1884) и Надежда (17.01.1810—09.12.1882) Семёновны Походяшины, — как родные племянницы Ф. И. Прянишникова, были утверждены в праве наследства его движимого и недвижимого имения. Девицы В. С. и Н. С. Походяшины, рано оставшись без матери, в детстве воспитывались под присмотром бабушки — купеческой вдовы Евдокии Ивановны Походяшиной, а впоследствии жили в семье дяди — Ф.И. Прянишникова, в С.-Петербурге и там же умерли девицами. По материалам с.-петербургских газет, сестры были известны как благотворительницы: В. С. Походяшина завещала капиталы в пользу С.-Петербургской Николаевской детской больницы и в пользу О-ва вспоможения бедным в приходе церкви Св. Троицы лейб-гвардии Измайловского полка; Н. С. Походяшина завещала 3 600 руб., в облигациях Одесского городского кредитного о-ва, на учреждение одной пансионерской кровати в с.-петербургской Богадельне в память совершеннолетия наследника цесаревича Николая Александровича, причём, согласно завещанию, пожертвование делалось в память действительного тайного советника Ф. И. Прянишникова и супруги его, Веры Александровны, и высочайшим повелением от 28.04.1884 года, С.-Петербургскому попечительном совету заведений общественного призрения разрешено было принять пожертвованный капитал для исполнения воли завещательницы. Обе сестры стали учредительницами Публичной епархиальной читальни—библиотеки при С.-Петербургском о-ве распространения религиозно-нравственного просвещения в духе Православной церкви, завещав 600 руб. на её устройство.
- Анастасия (14.03.1782, Пермь—12.11.1786, Пермь).
- Елизавета Карцева (29.09.1784, Пермь —23.07.1874, Москва) — с 1816 была замужем за коллежским регистратором Михаилом Михайловичем Карцевым (умер в 1821 в с. Михайловка, Козловского уезда).
- Надежда (1.01.1786, Пермь—19.08.1873, Москва) — девица.
- Екатерина Кудрявцева (15.11.1790[13], Пермь—02.05.1856, Москва)  — надворная советница. Помещица сц. Фоминского, Московского у., за ней ревизских муж. пола 80 душ, и по Ефремовскому у. ревизских муж. пола 74 души, всего — 154 души. С ноября 1817 была замужем за Михаилом Дмитриевичем Кудрявцевым (1791[14]—27.10.1854). Муж происходил из обер-офицерских детей, дмитровский помещик: в службе коллежским регистратором с 1810, подольский уездный землемер с 1811, титулярный советник с 1820, асессор в должности секретаря Московской казённой палаты с 1825, затем губернский контролёр там же, надворный советник с 10.09.1839; кавалер орд. Св. Владимира 4-й ст. (29.01.1832), орд. Св. Станислава 3-й ст. (23.03.1834), орд. Св. Анны 3-й ст. (31.12.1825) и 2-й ст. (21.08.1836). Их дети: Николай (05.08.1818—?) — тайный советник[15], и Сергей (11.10.1821—19.05.1898) — действительный статский советник[16], наследовали родовое недвижимое имение Ф. И. Прянишникова. Также имели сына Александра (22.09.1828—?), по-видимому, умершего в детстве, и дочь — княгиню Зою Волконскую (12.09.1820—17.11.1893) — с 28.04.1839 была замужем за ефремовским помещиком, кн. Александром Васильевичем Волконским (10.08.1810 —31.07.1859), московским плац-адъютантом, состоящим по кавалерии ротмистром (с 10.04.1846 г. из поручиков в штабс-ротмистры; с 03.04.1849 г. из штабс-ротмистров в ротмистры), с 03.09.1851 — штабс-капитан л.-гв. Конно-гренадерского полка, с оставлением в должности; их дочь — княжна Лидия Александровна Волконская (28.10.1848—27.12.1918), в замужестве Бекман.
- Александра (?—не позднее 1797, Пермь)
- Глафира (?—не позднее 1797, Пермь)
- Любовь (?—не позднее 1797, Пермь)